# Praktkremla
Praktkremla (Russula intermedia) är en svampart som beskrevs av P. Karst. 1888. Praktkremla ingår i släktet kremlor och familjen kremlor och riskor.  Arten är reproducerande i Sverige. Inga underarter finns listade i Catalogue of Life.

## Bildgalleri

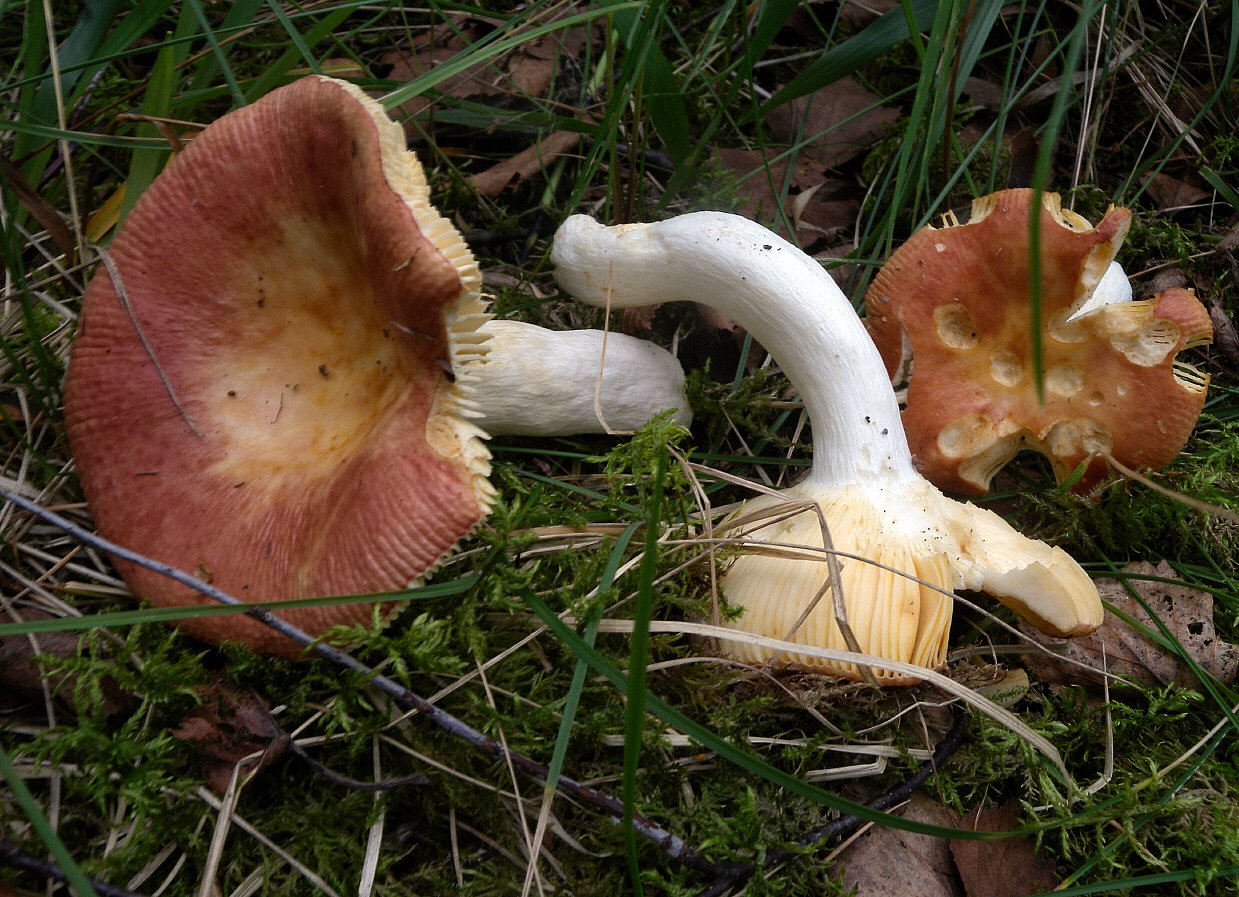